# ألفارو كاريو
ألفارو كاريّو ألاسيد (مواليد 6 أبريل 2002) هو لاعب كرة قدم إسباني يلعب كقلب دفاع مع نادي إيبار.

## مسيرته مع الأندية

### ريال مدريد
وُلد كاريّو في مرسية، وانضم إلى أكاديمية ريال مدريد (لا فابريكا) في عام 2015 قادمًا من ريال مورسيا. شارك لأول مرة مع الفريق الثاني ريال مدريد كاستيا في 25 نوفمبر 2020، وبدأ المباراة التي انتهت بالتعادل 1-1 على أرضه ضد أتليتيكو بالياريس في الدوري الإسباني الدرجة الثانية ب.
في 3 يناير 2023، جدد كاريّو عقده حتى عام 2025. ظهر لأول مرة مع الفريق الأول في 6 يناير 2024، ولعب 90 دقيقة كاملة بفوز الفريق 3-1 خارج الأرض على نادي أراندينا في كأس ملك إسبانيا؛ كانت تلك هي المشاركة الوحيدة له مع الفريق الأول.

### إيبار
في 12 يوليو 2024، وقع كاريّو عقدًا لمدة عامين مع نادي إيبار الذي يُنافس في الدوري الإسباني الدرجة الثانية.